# Stadion Miejski WOSiR w Wyszkowie
Stadion Miejski WOSiR im. Leonarda „Lolka” Karpińskiego – stadion sportowy w Wyszkowie w województwie mazowieckim. Położony jest w centrum miasta, przy ul. Kościuszki 54. Stadion należy do kompleksu sportowo-rekreacyjnego Wyszkowskiego Ośrodka Sportu i Rekreacji. Jest stałą areną domowych zmagań klubów sportowych: MZKS Bug Wyszków (piłka nożna męska), UKS Loczki Wyszków (piłka nożna żeńska) i Rhinos Wyszków (futbol amerykański męski). Odbywają się tu również koncerty oraz inne imprezy okolicznościowe.

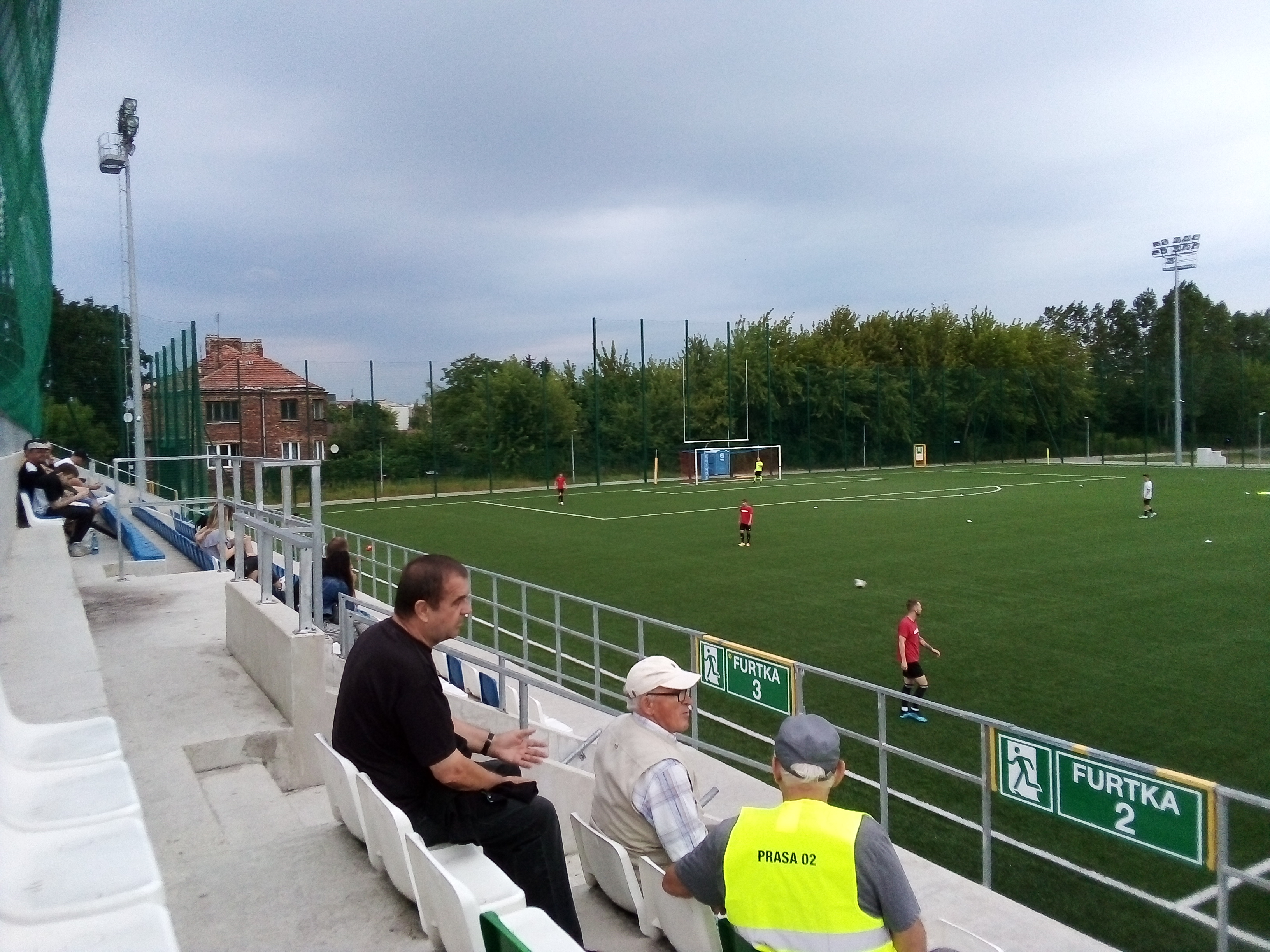
Stadion WOSiR Wyszków (widok na lewą część trybuny i boisko, 2020 r.)

## Wyposażenie stadionu[1]
- boisko piłkarskie 100 x 60 metrów – płyta główna
- boisko piłkarskie 105 x 68 metrów – o nawierzchni z trawy syntetycznej
- boisko piłkarskie treningowe o nawierzchni z trawy syntetycznej (60 x 40 m, 200 lx)
- 3 korty tenisowe
- bieżnia lekkoatletyczna 400 metrów
- rzutnie do oszczepu i kuli